# 21 Dywizjon Pancerny

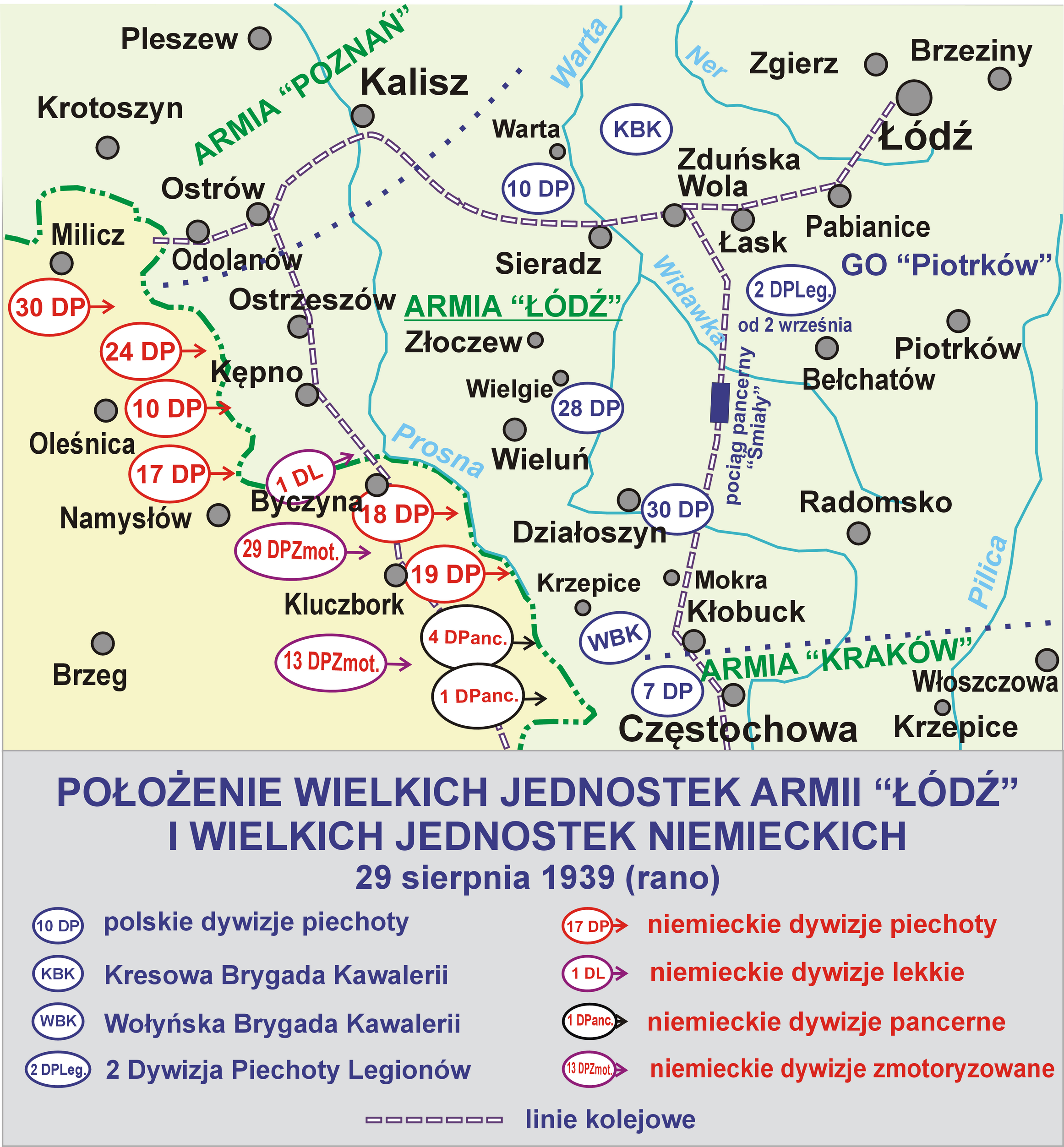
Dywizjon walczył w składzie Wołyńskiej BK

21 Dywizjon Pancerny (21 dpanc) – pancerny pododdział rozpoznawczy Wojska Polskiego II Rzeczypospolitej.

## 21 dpanc w kampanii wrześniowej

### Mobilizacja
Dywizjon nie występował w pokojowej organizacji wojska. Został sformowany w mobilizacji alarmowej, w dniach 13-16 sierpnia 1939 roku w Łucku dla Wołyńskiej Brygady Kawalerii w grupie jednostek oznaczonych kolorem zielonym. Według innych autorów w grupie czerwonej. Jednostką mobilizującą był 12 batalion pancerny. 
17 sierpnia żołnierze złożyli przysięgę, po czym pododdział przegrupował się do wsi Teremno. W dniach 18-19 sierpnia dywizjon przetransportowany został koleją z Łucka do Radomska przez Lwów, Kraków i Częstochowę. 19 sierpnia jednostka zakwaterowana została w Woli Jedlińskiej i podporządkowana dowódcy Wołyńskiej Brygady Kawalerii. 28 sierpnia gen. dyw. Juliusz Rómmel dokonał przeglądu dywizjonu, a następnie odebrał defiladę wszystkich jednostek brygady. Nocą 29/30 sierpnia dywizjon przegrupowano do rejony miejscowości Ostrowy, bliżej granicy jako odwód Wołyńskiej BK.

### Działania bojowe
O godz.4.30 1 września 1939 roku jako pierwszy w kontakt bojowy z oddziałami niemieckiej 4 Dywizji Pancernej wszedł I pluton czołgów rozpoznawczych, który wraz z 4 szwadronem kolarzy Wołyńskiej BK tworzył Oddział Wydzielony Danków. Oddział ten tocząc potyczki wycofał się na północny brzeg Liswarty, a następnie na pozycje 19 pułku ułanów. Natomiast II pluton czołgów rozpoznawczych około godz.9.00 wykonał kontratak wraz pododdziałami 21 pułku ułanów z rejonu wsi Mokra III w kierunku wsi Mokra II, ścierając się również z czołgami niemieckimi. (Nadmienić należy, iż pomimo monitów dowództwa dywizjon karabinową amunicję ppanc. otrzymał dopiero 1 września po południu, a amunicję ppanc. do armat kal. 37 mm wz. 1918 dopiero 2 września). W wyniku natarcia sił niemieckich II pluton wycofał się, stracił jednak 1 czołg TKS zapóźniony, który wycofywał się wraz z natarciem niemieckim w ogniu szwadronu ckm 12  pułku ułanów. Również próba rozpoznania rejonu wsi Mokra I przez jeden z plutonów samochodów pancernych, przyniosła stratę jednego pojazdu wz. 34 zniszczonego. Około. godz.15.00 po przełamaniu stanowisk obronnych brygady przez około 50 czołgów niemieckich wykonał kontratak 2 pułk strzelców konnych, który wsparł szwadron samochodów pancernych i II pluton czołgów rozpoznawczych. Pojawienie się pojazdów pancernych dywizjonu spowodowało dezorientację załóg niemieckich czołgów, które ostrzeliwały się wzajemnie. W trakcie tych walk utracono 2 następne sam. panc. wz. 34. 2 września brygada wraz z dywizjonem wycofała się do lasów nadleśnictwa Łobodno, gdzie zajęła stanowiska obronne. 21 dywizjon w godzinach przedpołudniowych wsparł kontratak 11 batalionu strzelców, a po godz.16.00 szwadron czołgów rozpoznawczych wsparł kontratak 21 puł. mający na celu dotarcie do odciętego 2 psk w lesie Łobodno. Utracono jako zniszczone od ognia artylerii niemieckiej 4 czołgi TKS i 1 motocykl. Nocą 2/3 września 21 dywizjon jako oddział osłonowy ubezpieczał wycofanie się Wołyńskiej BK, przekroczył Wartę w rejonie miejscowości Ważne Młyny.    
3 września dywizjon wycofał się wraz z brygadą do okolic Rzęsawa, otrzymał wreszcie amunicję ppanc. do działek i km.  Nocą 3/4 września wycofując się osiągnięto rejon Głupice, Drużbice. 4 i 5 września prowadzono rozpoznanie w kierunku Kamieńska i Gór Borowskich i walki patroli. I pluton czołgów zniszczył niemiecki patrol motocyklowy z 3 motocyklami, zdobył mapy z położeniem niemieckiego XVI Korpusu Armijnego. Dokonano przeglądu i napraw sprzętu, stan bojowy 5 września wynosił 8 czołgów i 5 sam. panc. 5/6 września brygada wraz z 21 dywizjonem wycofana została do rejonu miejscowości Wadlewo. 6 września dywizjon prowadził patrole pojazdami pancernymi i posiadanymi samochodami i motocyklami, ścierając się z patrolami niemieckimi, rozbito kilka patroli, wzięto jeńców, ale uszkodzeniu uległy wszystkie samochody pancerne. 6/7 września wycofano się w kierunku północnym, dywizjon zajął rejon Andrespola, gdzie ubezpieczał brygadę 7 września od strony Brzezin, tocząc walki z patrolami niemieckimi. Tego dnia jak i w poprzednich kwatermistrzostwo dywizjonu przywiozło ze składów w Łodzi paliwo i zaopatrzenie dla dywizjonu. Nocą 7/8 września dywizjon wraz z brygadą przeprawił się przez rzekę Mroga pod Kołacinem w lasy nadleśnictwa Brzeziny na zachód od Cyrusowej Woli. Rzut techniczny rozkazem dowódcy dywizjonu wycofał się do Łodzi. W trakcie odpierania ataków niemieckiej 10 DP, 8 września dywizjon 2 psk wraz z szwadronem pancernym zbiorczym kpt. J. Żymierskiego (3 czołgi TKS i 2 sam. panc. wz. 34) i szwadronem zbiorczym pieszym por. L. Kozioradzkiego, wykonali kontratak, którym powstrzymali wroga koło wsi Lubowidza. Poległo kilku żołnierzy dywizjonu, wielu odniosło rany i utracono jeden samochód pancerny. Pozostały samochód pancerny wspierał walkę 12 puł. w godzinach popołudniowych. Nocą 8/9 września wraz z Wołyńską BK, 21 dywizjon pancerny dotarł do lasów Głowno-Łepkowice, tam 9 września mjr Gliński otrzymał od dowódcy brygady rozkaz samotnego przebijania się do rejonu Warszawy, gdyż brygada miała maszerować bezdrożami. Dywizjon maszerował w trzech grupach; pluton techniczno-gospodarczy z Łodzi przedarł się do Skierniewic, skąd przez Puszczę Kampinoską, Żyrardów dotarł 10 września do Warszawy. Pozostałość szwadronu samochodów pancernych dojechała samotnie do Warszawy i połączyła się z plutonem tech.-gosp. Mjr Gliński z większością dywizjonu przemieścił się wraz z Wołyńską BK przez Skierniewice do Bolimowa, w trakcie marszu utracono pozostałe czołgi TKS, po czym wieczorem 10 września przez Babice dojechał do Warszawy.    
Wszystkie trzy grupy skoncentrowały się w Otwocku 11 września, skąd 21 dywizjon pojechał przez Lublin, Chełm Lubelski, Włodzimierz Wołyński do macierzystego garnizonu w Łucku. 14-16 września z pozostałości 21 dywizjonu pancernego (1 czołg TKS) i resztek 81 dywizjonu pancernego (pluton bojowy z 1 czołgiem TKS z nkm FK wz. 38, 2 samochodów pancernych wz. 34 i taboru pomocniczego pod dowództwem ppor. W. Chachaja). Pojazdy kołowe prowadziły patrolowanie rejonów Horchowa, Kowla i Włodzimierza Woł. Patrol dwóch samochodów pancernych po przeprawieniu się przez Bug pomiędzy Uściuługiem, a Hrubieszowem rozbił patrol motocyklowy z niemieckiej 4 Dywizji Lekkiej i wziął do niewoli dwóch jeńców. Od 17 września oddział mjr. Glińskiego poruszał się na czele grupy gen. Piotra Skuratowicza w kierunku Lwowa. Nocą 17/18 września nastąpiło rozłączenie rzutu kołowego i patroli pancernych w marszu ku granicy. Dwa patrole (jeden pod dowództwem por. Cwaliny z 21 dywizjonu) 18 września dostały się do niewoli sowieckiej. 19 września do oddziału mjr. Glińskiego dołączyła grupka żołnierzy 16 dywizjonu artylerii motorowej ppor. J. Webera ze znalezionym i naprawionym czołgiem R-35 porzuconym przez 21 batalion czołgów lekkich.  20 września rano oddział mjr. Glińskiego przekroczył granicę z Węgrami na Przełęczy Tatarskiej. Oficerowie zostali internowani w obozie w Esztergon, a żołnierze w Nagykanizsa.   

## Pojazdy dywizjonu przekazane Węgrom
W dniach 20 – 26 września zdano w Beregszas:
- 1 samochód ciężarowy Polski Fiat 621 L
- 1 czołg rozpoznawczy TKS
- 2 samochody Polski Fiat 621 L: w tym ciężarowy, z „kasą i kancelarią dywizjonu” i transporter czołgu
- 1 „łazik” Polski Fiat 518 (być może był to PF 508)
- 1 samochód ciężarowy Polski Fiat 621 L, nr rej. 13603
- 1 motocykl Sokół 1000 M 111 z wózkiem bocznym.
- 1 motocykl Sokół 1000 M 111[a]

21 września zdano w Munkaczu:
- 8 samochodów ciężarowych Polski Fiat 621 (1 Polski Fiat 621 warsztatowy pozostał w Voloc)
- 1 ciągnik gąsienicowy C7P
- 2 motocykle CWS M111 z wózkiem bocznym (być może 2 następne zdano 22 września)

24 września zdano w Csop:
- 1 „łazik” Polski Fiat 508

19 września zdano w Jasinii (Kőrösmező) na węgierskim Zakarpaciu
- 2 samochody nieokreślonych rodzajów i marek

## Organizacja i obsada personalna
Dowództwo (poczet dowódcy)
- dowódca - mjr br. panc. Stanisław Gliński
- adiutant - por. br. panc. Feliks Budzimir Cwalina († 1940 Charków)
- kwatermistrz – ppor. Antoni Micherdziński[9]
- st. strz. panc. Jan Krasiński († 2 IX 1939)

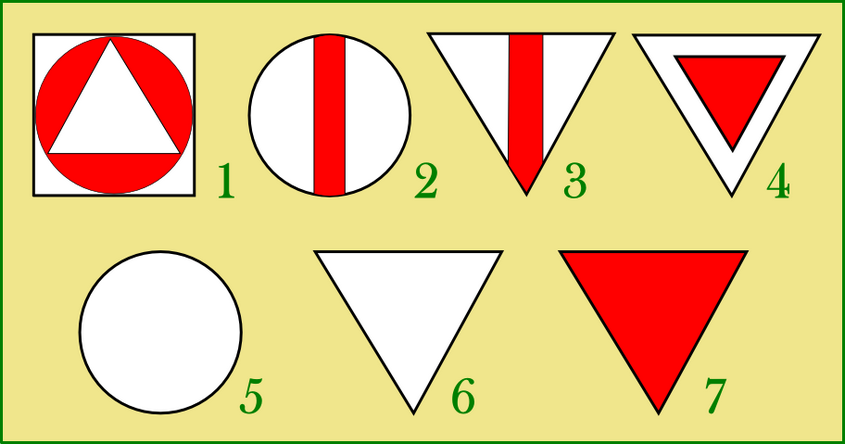
Znaki taktyczne malowane na czołgach lekkich i rozpoznawczych

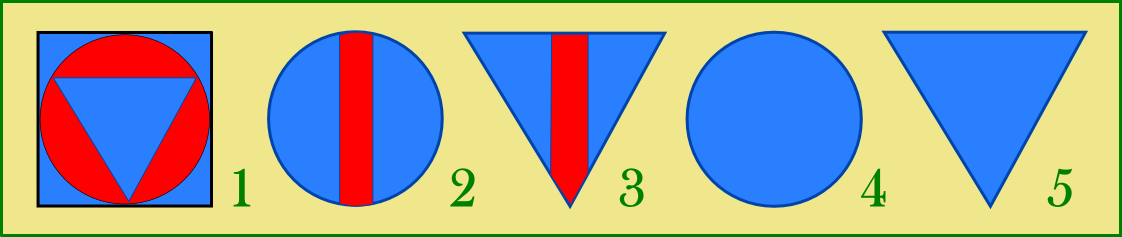
Znaki taktyczne malowane na pojazdach pancernych

szwadron czołgów rozpoznawczych nr 21 (13 czołgów TKS)
- dowódca szwadronu - por. kaw. Leszek Kazimierz Kozioradzki[9]
- dowódca I plutonu - ppor. rez. Eugeniusz Chomentowski[9]
  - dowódca czołgu - kpr. Stanisław Rymar
  - kierowca czołgu - st. strz. panc. Eugeniusz Rejent (ranny 4 IX 1939)
- dowódca II plutonu — sierż. pchor. Julian Zaturski
- dowódca czołgu - plut. Marcin Wieliczko († 1 IX 1939)
- dowódca czołgu - kpr. Romanowski († 8 IX 1939)
- szef szwadronu - plut. Tadeusz Izdebski

szwadron samochodów pancernych typ A nr 21 (8 wozów bojowych wzór 34-II)
- dowódca szwadronu - kpt. br. panc. Józef Żymierski
- dowódca I plutonu - por. kaw. Jan Franciszek Petecki
- dowódca II plutonu - sierż. pchor. rez. Kazimierz Zając
  - dowódca wozu - plut. Edward Dziuba (ciężko ranny 1 IX 1939)
  - st. strz. panc. Wincenty Prejs (lekko ranny 5 IX 1939)
- szef szwadronu - sierż. Jan Krawczyński

pluton techniczno-gospodarczy
- dowódca plutonu- por. br. panc. Stanisław Marcin Wartak[10]
- szef plutonu - st. sierż. Bazyli Lewin
- st. sierż. Józef Pękala
- sierż. Krawczyński
- plut. Stanisław Ryczko
- plut. Witold Zammel
- strz. panc. Jakub Akerman